# 奈良県教育委員会
奈良県教育委員会（ならけんきょういくいいんかい）は、奈良県の教育委員会である。

## 概要
奈良県内の教育に関する事務を所掌する行政委員会であり、6人の委員で構成される。2019年3月現在の教育長は、吉田育弘。近年は、学力向上、高校改革
などの教育改革に取り組んでいる。
教育改革のうち奈良県立高校再編計画では裁判に発展 している。また国会予算委員会でも問題として取り上げられた。
広義では、教育委員会の執行機関である教育委員会事務局を含めて、教育委員会と呼ぶこともある。

## 教育委員会の会議
- 毎月2回

## 組織
- 企画管理室
- 福利課
- 学校支援課
- 教職員課
- 学校教育課
- 生徒指導支援室
- 人権・地域教育課
- 保健体育課
- 文化財保存課
- 文化財保存事務所
- 奈良県立教育研究所

## 市町村教育委員会
- 奈良市教育委員会

## 参考・外部リンク
- 奈良県教育委員会